# Большая песчанка
Большая песчанка или заманчик (лат. Rhombomys opimus) — грызун. Единственный представитель рода большие песчанки.
Является самой крупной песчанкой. Длина тела 150—200 мм, хвост несколько короче тела. На конце хвоста хорошо развита «метелка» из черноватых волос.
В природе встречается в Средней Азии — во многих частях Узбекистана, Туркменистана, на юге Казахстана, а также в Иране, Южной Монголии, Северо-западном Китае и Афганистане. Населяет участки с песчаной, глинистой и щебнистой почвами. Не встречается на голых такырах, солончаках и на сыпучих песках, лишенных растительности. Питается зелеными частями травянистых растений и ветками кустарников. Осенью собирает большие запасы веток саксаула, верблюжьей колючки, солянок, которые прячет в специальные кладовые.
Максимальная продолжительность жизни в дикой природе составляет 3—4 года. Беременность длится от 23 до 28 дней. В среднем 24—25 дня.